# Henrik II. Wiški
Henrik II. Wiški, gospod Wischa od 1369 do 1390 (1350 - 1387), je bil sin Ditrika III. Wiškega ( 1290 - 20. januar 1372 ) in Neže  Appelternske (- 1316 )

## Življenje
Henrik je bil drugi sin Ditrika III. Ko je leta 1369 umrl njegov starejši brat Štefan II. Wiški, deželni glavar Zutphena in gospod Wischa, in za seboj pustil majhnega sina, je Henrik postal gospod Wischa. Živel je na gradu Wisch, rodovnem sedežu viških gospodov.

## Poroka in otroci
Henrik II. Wisch-ški se je leta 1381 poročil s Katarino Bronkhorstsko, hčerko Viljema IV. Bronkhorstskega in Kunegonde Meurske. Po Henrikovi smrti se je Katarina ponovno poročila s Henrikom III. Gemerskim.
Henrik in Katarina sta imela tri otroke:
- Henrik III. Wiški
- Henrika Wiška se je leta 1415 poročila z grofom Ditrikom Limburškim-Broichomskim
- Elizabeta Wiška se je leta 1409 poročila z Janezom Volmesteinskim. Janez je bil sin Diderika Volmesteinskega ( 1345 - 3. oktober 1396 ) in Elizabeta Limburška ( 1350 - 1417 )[1] . Iz zakona Elizabete in Janeza sta se rodila dva otroka:
  - Diderik Volmesteinski (rojen okoli 1410 )
  - Elizabeta Volmesteinska (rojena ok. 1412 )